# Курелла, Эрнст
Эрнст Готтфрид Курелла (нем. Ernst Gottfried Kurella; 1725—1799) — знаменитый в своё время врач.
Изучал медицину в Кёнигсберге и получил там степень доктора медицины в 1746. Оставил, носящий его имя «грудной порошок» от кашля (Pulvliquiritiae compos. Kurellae). Из печатных трудов заслуживает внимания его «Анатомо-хирургический лексикон или Словарь».